# Rose Livingston

Rose Livingston, 1893, Zeichnung von Wilhelm Steinhausen

Rose Livingston (* 25. September 1860 in San Francisco; † 18. Dezember 1914 in Frankfurt am Main) war Kunstmäzenin und Stifterin. Sie war zeitlebens US-amerikanische Staatsbürgerin, lebte jedoch seit 1870 bis zu ihrem Tod in Frankfurt am Main.

## Leben und Werk
Rose Livingston war die jüngste Tochter der deutschstämmigen jüdischen Eheleute Marks (Marx) Löwenstein und Francis, geb. Marks, die Mitte des 19. Jahrhunderts in die USA ausgewandert, den Familiennamen in Livingston änderte und diesen beibehielt, als die inzwischen fünfköpfige und sehr vermögend gewordene Familie 1870 wieder nach Europa zurückkehrte und in Frankfurt am Main heimisch wurde. Nach dem Tode ihres Vaters konvertierte Rose Livingston in der Paulskirche 1891 und wurde evangelisch. An dieser Entscheidung hatte ihre Gouvernante Minna Noll (* 2. April 1845; † 14. März 1909) entscheidenden Anteil. Ihr zu Ehren stiftete sie nach deren und dem Tode der eigenen Mutter 1909 das Nellinistift, in dem bedürftige, alleinstehende Frauen ihren Altersruhesitz verbringen konnten. Als das Haus 2007 umgebaut wurde, beherbergte es seit langem das Altenpflegeheim des Frankfurter Diakonissenhauses, das 2009 als neues, größeres Haus auf demselben Gelände (wieder) eröffnet wurde. Der 1912/13 von Bruno Paul erbaute, neoklassizistische Gebäudekomplex wurde indes renoviert und als Mutterhaus der Frankfurter Diakonissenschwestern eingerichtet, die von Beginn an das Stift verwalteten.
Rose Livingston lernte im Lutherjahr 1883 den Maler Wilhelm Steinhausen, ebenso Sohn einer jüdischen Mutter, bei der Taufe eines seiner Kinder in der Paulskirche kennen, wurde dessen Malschülerin und Mäzenin. Sie erwarb zahlreiche Gemälde von Steinhausen (Der Abend, Der Morgen u. a. m.) und stiftete die Ausmalung der Lukaskirche, die etwa so teuer war wie der Bau der großen Kirche selbst. Rose Livingston wurde Patentante einer der Töchter von Ida und Wilhelm Steinhausen, die ihren Vornamen erhielt und später – im Sinne der Mäzenatin – das malerische Erbe Steinhausens verwalten sollte: Rose Steinhausen. Livingston stand und blieb im engen Kontakt zur Familie Steinhausen. Sie unternahm, einer chronischen Krankheit wegen, Reisen an die holländische Nordsee (Domburg) und Kuren (Bad Münster am Stein), zu denen sie ihre ehemalige Gouvernante sowie Rose Steinhausen und Bekannte regelmäßig einlud. Livingston unterstützte den 1895 gegründeten Verein für Volkskindergärten. Im Jahr des Beginns des Ersten Weltkrieges widmete sie sich der Pflege von Verwundeten, starb aber bald, im Dezember 1914, an Krebs und wurde auf dem Frankfurter Hauptfriedhof (Gewann F an der Mauer 460b) begraben. Im Grab fand auch ihre Gouvernante Minna Noll ihre letzte Ruhestätte. Wilhelm Steinhausen entschloss sich nach dem Tode der Mäzenin, ihrer im Bildnis der Rhode (bedeutet: Rose (Apg 12,13-16 )), ihres ebenfalls verstorbenen Taufvaters, Pfarrer Philipp Jakob Collischonn, im Bildnis des Petrus in der Lukaskirche (Nordwand-Predellen) zu gedenken.

## Leistungen

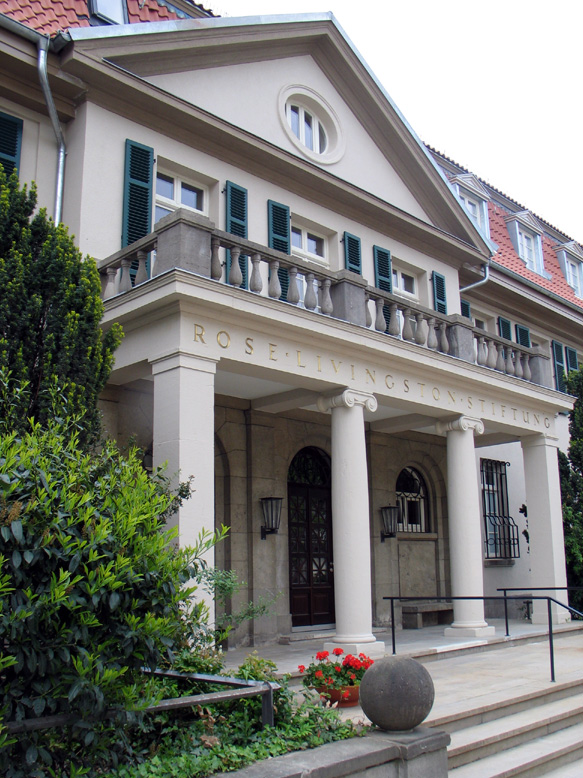
Nellinistift Frankfurt, erbaut von Bruno Paul 1912/13. Das Gebäude wurde 2008 renoviert und dient seit 2009 als Mutterhaus der Frankfurter Diakonissen.

Die Bedeutung Rose Livingstons liegt in ihrem Mäzenatentum begründet, zum einen im sozialen (Nellinistift; Kindergärten) zum anderen im kulturellen Bereich (Malerei), wofür sie nahezu ihr gesamtes Erbe einbrachte. Auch förderte sie den Bau der 1908/09 in Gelnhausen-Haitz erbauten evangelische Dankeskirche, wie die Stiftertafel am Eingang belegt.